# Zbysław Wojtkowiak
Zbysław Wojtkowiak (ur. 7 listopada 1943, zm. 18 października 2021) – polski historyk, doktor habilitowany nauk humanistycznych, profesor nadzwyczajny Instytutu Historii Wydziału Historycznego Uniwersytetu im. Adama Mickiewicza w Poznaniu.

## Życiorys
W 1976 obronił pracę doktorską pt. Litwa Zawilejska w XV w. i w XVI w. w kształtowaniu się podziałów terytorialnych oraz stosunków osadniczo-majątkowych (promotor Jerzy Ochmański), w 1989 habilitował się na podstawie pracy zatytułowanej Maciej Stryjkowski – dziejopis Wielkiego Księstwa Litewskiego. Otrzymał nominację profesorską. Piastował stanowisko profesora nadzwyczajnego w Instytucie Historii na Wydziale Historycznym Uniwersytetu im. Adama Mickiewicza w Poznaniu.
Pochowany na cmentarzu Miłostowo w Poznaniu.